# Мезотенієві
Mesotaeniaceae — родина мікроскопічних водоростей з відділу харофітів (Charophyta). Вважається, що Mesotaeniaceae є сестринською групою або родоначальником Zygnemataceae.

## Роди
- Ancylonema Berggren, 1872
- Cylindrocystis Meneghini ex De Bary, 1858
- Geniculus Prescott, 1967
- Mesotaenium Nägeli, 1849
- Netrium (Nägeli) Itzigsohn & Rothe, 1856
- Nucleotaenium Gontcharov & Melkonian, 2010
- Planotaenium (Ohtani) Petlovany & Palamar-Mordvintseva, 2009
- Roya West & G.S.West, 1896
- Tortitaenia A.J.Brook, 1998